# トバ湖
トバ湖（トバこ、インドネシア語: Danau Toba）は、インドネシアのスマトラ島北部にある、世界最大のカルデラ湖である。長さ100km、幅は約30km、最大水深530mで、面積は1,000km2におよぶ。
湖中にあるサモシール島は、湖面からの比高が450mに達する火山性のドーム（再生ドーム）である。

## 地質
トバ湖のすぐ南西側を湖に並行してスマトラ断層が走っており、この断層は右記のランドサット衛星画像でも確認できる。湖の西側に、二つの緑の丘に挟まれて斜めに一直線に走る谷間がスマトラ断層である。この地域は活断層地帯であるとともに、日本の東北地方や北海道と同様な「プレートの沈み込みに起因する火山地帯」でもある。スマトラ断層はトバ湖周辺で南側が膨れた形で湾曲しており、この湾曲部に複数の横ずれ断層が並行するプルアパート部が存在すると推定されている。プルアパート部は並行する断層間に巨大な空間を作ることができ、ここに非常に大量のマグマを安定して（頻繁に噴火することなく）蓄積することができる。トバ湖はこの特殊な構造により、噴火間隔は長いが一旦噴火すると他のカルデラ火山に比べて大規模な噴火を起こす火山であると考えられている。
2020年にユネスコ世界ジオパークに指定される。

### 4度のトバカルデラの噴火
トバカルデラは、過去非常に長い間の休止期間を挟んで4回の超巨大噴火（破局噴火）によって形成されたと考えられている。まず120万年前に最初期の大規模噴火が発生し (Haranggoal Dacite Tuff)、35 km3 DREのマグマを噴出した。84万年前に現在のカルデラ南東部に当たる部分を噴出源として超巨大噴火が発生し (Oldest Toba Tuff)、500 - 2300 km3 DREに達する噴火だった。次に50万年前にカルデラ北西部で大規模噴火（Middle Toba Tuff）、マグマ噴出量は60km3 DREであった。最新の噴火が74,000年前に起き （Youngest Toba Tuff）、マグマ噴出量2,800 - 5,300 km3 DREに達する超巨大噴火となった。この噴出量は第四紀で確認される単一の噴火イベントで最大である。
74,000年前に起きた最新の超巨大噴火は、208万年前に起こった北米大陸イエローストーンのハックルベリーリッジ・タフを噴出した超巨大噴火（マグマ噴出量2,450 km3 DRE）と並び、世界最大級の噴火であった。この噴火で火山灰はインドやパキスタンでは5-7cm、中国南部では数cmの厚さでそれぞれ堆積したうえ、東インド洋やベンガル湾の海底からや、グリーンランドの氷床コアからも検出されており、地球の各地に降り積もったことが確認されている。
大量のマグマが噴出した結果地盤が沈下し、トバ湖を形成するカルデラができた。その後、他の多くの大型カルデラと同様にマグマの上昇があり、サモシール島（トバ湖内で最大の島）ができた。トバ湖は世界最大のカルデラ湖である。
現在のトバ湖は上記3つの噴火に基づくカルデラから形成されている。

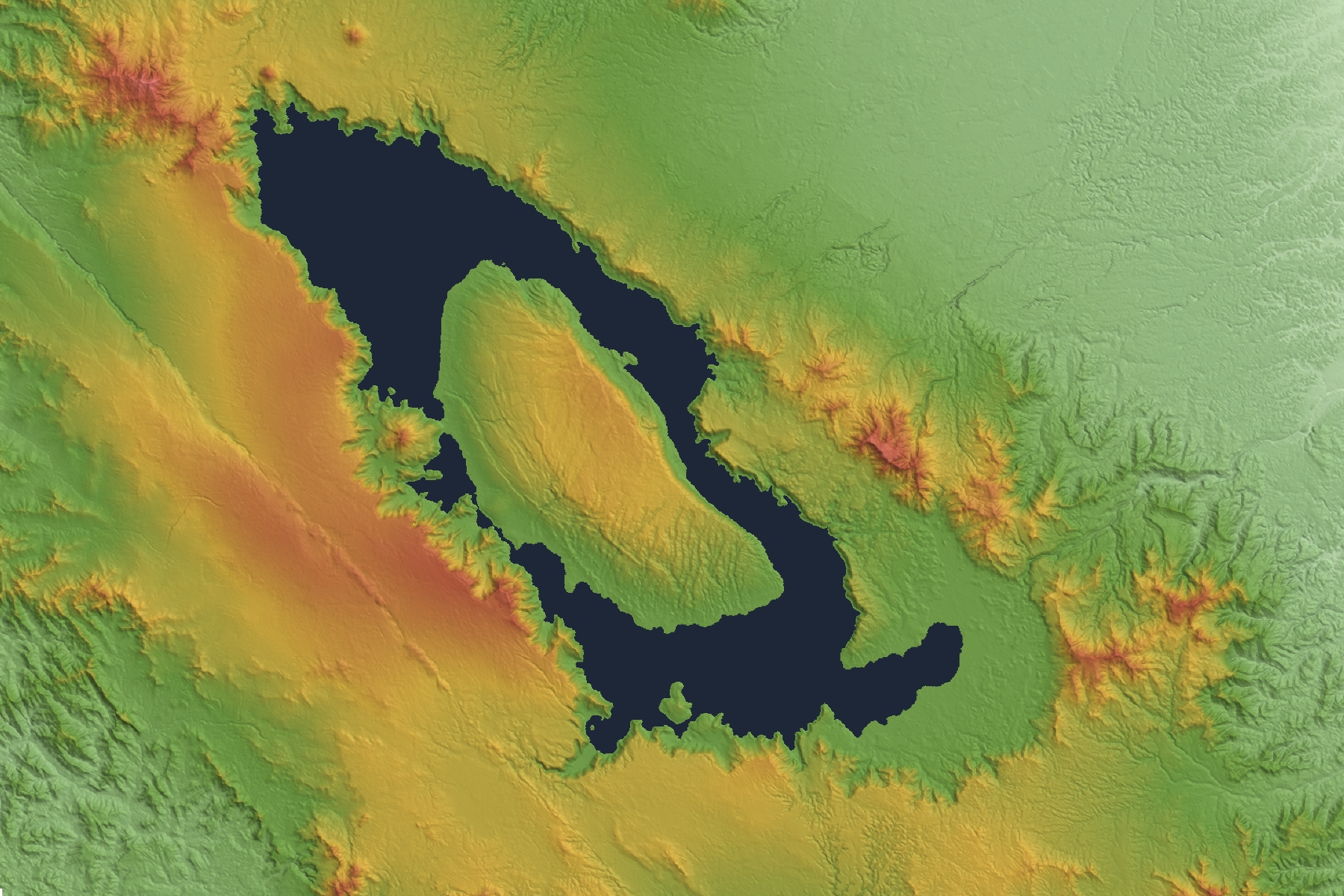
トバカルデラの地形図
スペースシャトル標高データ使用。

1949年に、オランダの地球科学者レイナウト・ファン・ベンメレンは、トバ湖が火砕流堆積物の層によって囲まれたカルデラだと報告した。後の調査により、噴火による火砕流は周囲2万平方kmを覆い、中国南部で数cm、インド大陸でも15cmの厚さの火山灰層が報告されている。また、海洋学者により、東インド洋やベンガル湾でトバ湖にあるものと同じ火山灰が検出された。
この噴火と同時期に、ヒトDNAの多様性が著しく減少する「ボトルネック（遺伝子多様性減少）」が見られることから、この噴火で当時の人類の大半が死滅したという説もある（トバ・カタストロフ理論）。
この噴火の後、トバカルデラでは歴史に残るような大きな噴火はないが、何度か大きな地震が起こっている。1987年には南岸で地震が起こっている。また、スマトラ西沖に断層があり、何度か大きな地震を引き起こしている。その中には2004年のスマトラ島沖地震や2005年のスマトラ島西沖地震も含まれている。特に後者は、震源地がトバ湖から320kmと近い位置で起きていた。

## 生物
コイなど魚類が生息しており、漁業や放流が行なわれている。

## 民族と町
トバ湖の周りにはバタック人（Batak）が生活している。彼らの家は、両端がボートのようなカーブを持った屋根と、色とりどりの装飾で知られている。サモシール島北東岸のトモッでこうした伝統家屋や王族の墓を見学でき、対岸のパラパットからフェリーで渡れる。湖の南にあるシランギット空港がトバ湖周辺エリアへの玄関口となっている。

## 写真

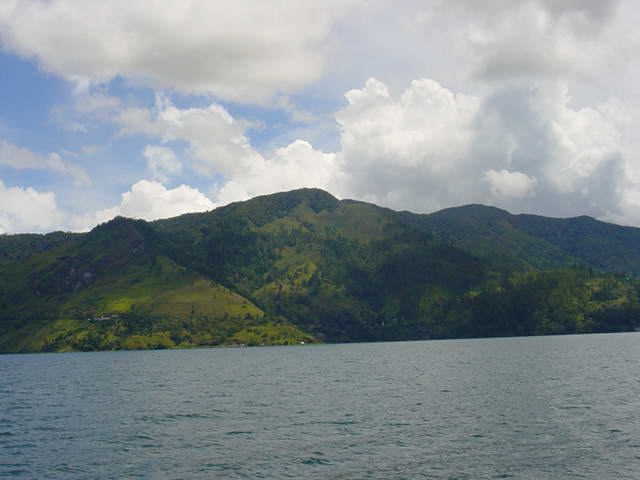
トバ湖
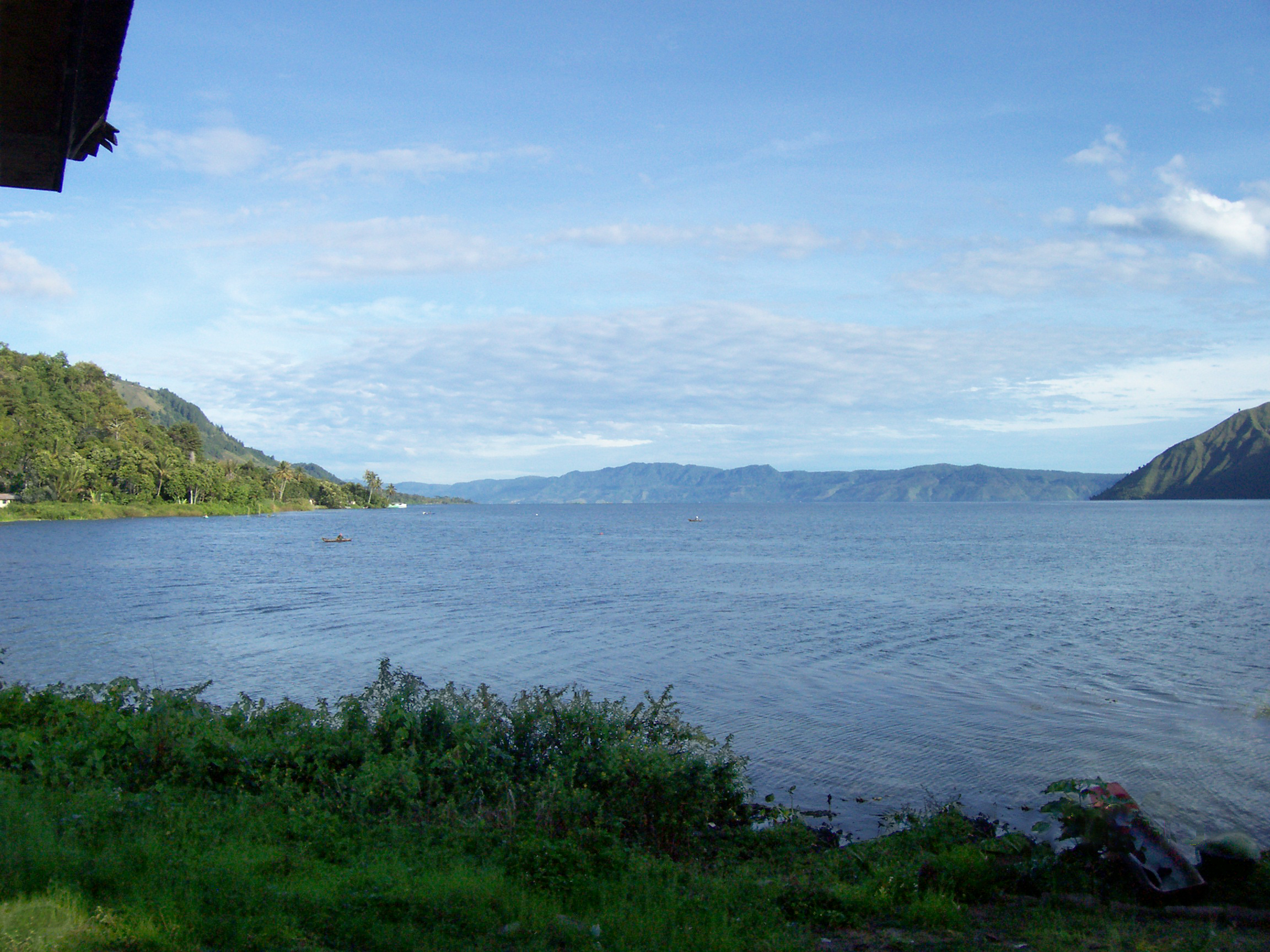
トバ湖